# 腺叶木犀榄
腺叶木犀榄（学名：Olea glandulifera）为木犀科木犀榄属下的一个种。

## 扩展阅读
- 維基物種上的相關：腺叶木犀榄